# Marie Louise Élisabeth d’Orléans

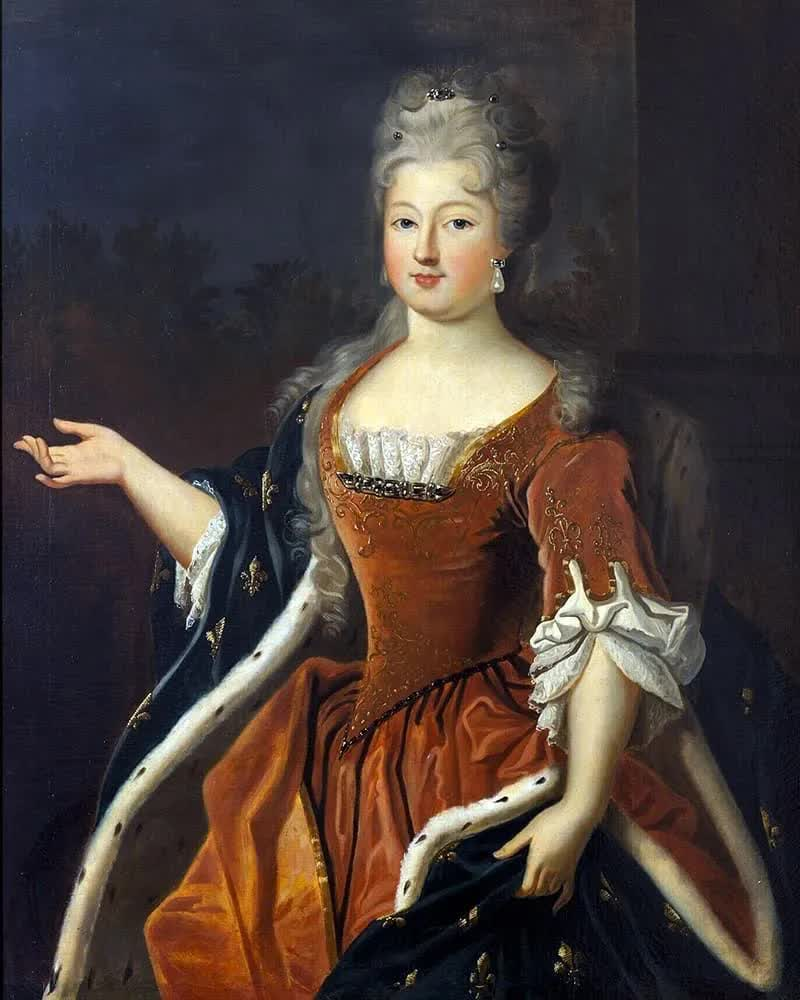
Marie Louise Elisabeth de Bourbon-Orléans (Porträt von Pierre Gobert)

Marie Louise Élisabeth d’Orléans (* 20. August 1695 in Versailles; † 21. Juli 1719 im Schloss La Muette) war Prinzessin von Frankreich und Herzogin von Berry.

## Herkunft
Marie Louise Elisabeth wurde am 20. August 1695 als Tochter von Herzog Philipp II. von Orléans und seiner Gemahlin Françoise Marie de Bourbon, einer Tochter Ludwigs XIV. und seiner Mätresse Madame de Montespan, in Versailles geboren.
Marie Louise Elisabeths Vater, Philipp II. von Orléans, war der Sohn von Herzog Philipp I. von Orléans und seiner zweiten Frau Elisabeth Charlotte von der Pfalz und somit der Neffe von Ludwig XIV. von Frankreich. Die Ehe zwischen dem homosexuellen und verschwenderischen Bruder des Sonnenkönigs und der deutschen, bodenständigen Prinzessin verlief sehr unglücklich. Philipp I. von Orléans umgab sich am liebsten mit Männern und suchte seine Frau nur auf, um seine dynastischen Pflichten zu erfüllen. Philipp II. von Orléans wurde von seinem Vater schon sehr früh in das Hofleben eingeführt und entwickelte sich zu einem Verführer und Charmeur, der sich gerne mit schönen Frauen umgab und die Nächte meist außer Haus verbrachte. Schon sehr früh zeigten sich sein politisches Talent, seine Intelligenz und sein Scharfsinn in Bezug auf die Regierungsgeschäfte. Ludwig XIV. von Frankreich förderte das Talent seines Neffen nur mäßig und beäugte seine kritische Urteilskraft mit Argwohn und Eifersucht.
Im Jahre 1692 fasste der Sonnenkönig den Entschluss, seine nun 15-jährige außereheliche Tochter Françoise Marie von Blois mit ihrem 17-jährigen Cousin Philipp von Orléans zu verheiraten. Der königliche Brautvater organisierte eine aufwändige und kostspielige Hochzeit und beschenkte das junge Brautpaar mit Schmuck und einem beträchtlichen Vermögen. Die Mutter des Bräutigams hingegen, Liselotte von der Pfalz, war über die ihrem Sohn aufgezwungene Braut empört und bezeichnete sie als „Bastard aus doppeltem Ehebruch“.
Die Eheleute waren sehr unterschiedlich und sehr bald nahm Philipp II. von Orléans sein Junggesellenleben wieder auf. Trotzdem schenkte Herzogin Françoise Marie in den Jahren zwischen 1693 und 1716 sieben Mädchen und einem Jungen, dem späteren Herzog Ludwig I. von Orléans, das Leben.

## Kindheit
Marie Louise entwickelte sich sehr rasch zum Liebling ihres Vaters. Der sonst eher gefühlskalte Herzog und lieblose Ehemann konnte sich in Gegenwart dieser Tochter in den liebevollsten Familienvater verwandeln und stundenlang seine Tochter bei Krankheiten pflegen und sich mit ihr beschäftigen. Diese starke Bindung zwischen Vater und Tochter sollte sich mit zunehmendem Alter des Mädchens noch verstärken. Während sie von ihrem Vater mit Liebe geradezu überhäuft wurde und er ihr jeden Wunsch erfüllte, wurde sie von ihrer Mutter ignoriert. Herzogin Françoise Marie interessierte sich nicht für die Erziehung ihrer Kinder, so dass sich vor allem die Mädchen zu undisziplinierten Wesen entwickelten. Als König Ludwig XIV. sich über das skandalöse Verhalten seiner Enkelin bei seiner Tochter beschwerte, entgegnete sie ihm nur:
„Ich kenne sie (Marie Louise Elisabeth) nicht besser als Sie, Majestät, da ich nie an der Erziehung meiner Kinder Anteil genommen habe.“

## Jugend und Leben am Hof
Als Enkelin Ludwigs XIV. wurde Marie Louise Elisabeth mit vierzehn Jahren am Versailler Hof ihres Großvaters eingeführt und erhielt einen eigenen Hofstaat. Ihre Eskapaden brachten ihr den Ruf einer „Messalina von Frankreich“ ein.
Auf Betreiben ihrer Mutter wurde sie im Juli 1710 mit dem Herzog Karl von Berry, ebenfalls einem Enkel Ludwigs XIV. von Frankreich, vermählt. Ein Jahr später wurde die erst 15-jährige Marie Louise Elisabeth das erste Mal schwanger. Die Schwangerschaft verursachte ihr Schmerzen und Übelkeit, sodass die junge Herzogin das Bett nicht mehr verlassen wollte. Herzog Philipp II. von Orléans verbrachte Stunden am Bett seiner Tochter und in dieser Zeit mehrten sich die Gerüchte, dass die Zuneigung von Philipp II. von Orléans nicht nur rein väterlicher Natur sei. Am 21. Juli 1711 brachte Marie Louise Elisabeth in Fontainebleau ein Mädchen zur Welt, das jedoch nur zwei Tage lebte.
Verantwortlich für die unglückliche Geburt und das schnelle Ableben des Kindes war offenbar der König selbst: Er bestand darauf, dass die Schwangere mit dem Hof nach Fontainebleau reisen sollte. Angesichts der fortgeschrittenen Schwangerschaft rieten die Ärzte von einer Reise ab und beharrten darauf, dass die Duchesse in Versailles oder im Palais Royal bleiben solle. Louis XIV. ließ sich allerdings nicht erweichen und bot der Duchesse an, nicht in der Kutsche, sondern per Schiff zu reisen. Während der Reise schlug das Schiff an den Anlegesteg einer Brücke in Melun an und sank beinahe. Die Duchesse entrann um ein Haar dem Tod. Die Ärzte sahen in dem von der Reise und dem Unfall verursachten Stress die Ursache für den frühen Tod des Babys.
Eine weitere Schwangerschaft endete im Jahre 1713 mit einer Frühgeburt. Der im siebenten Monat geborene Knabe lebte nur drei Wochen.

## Die lustigste Witwe von Versailles

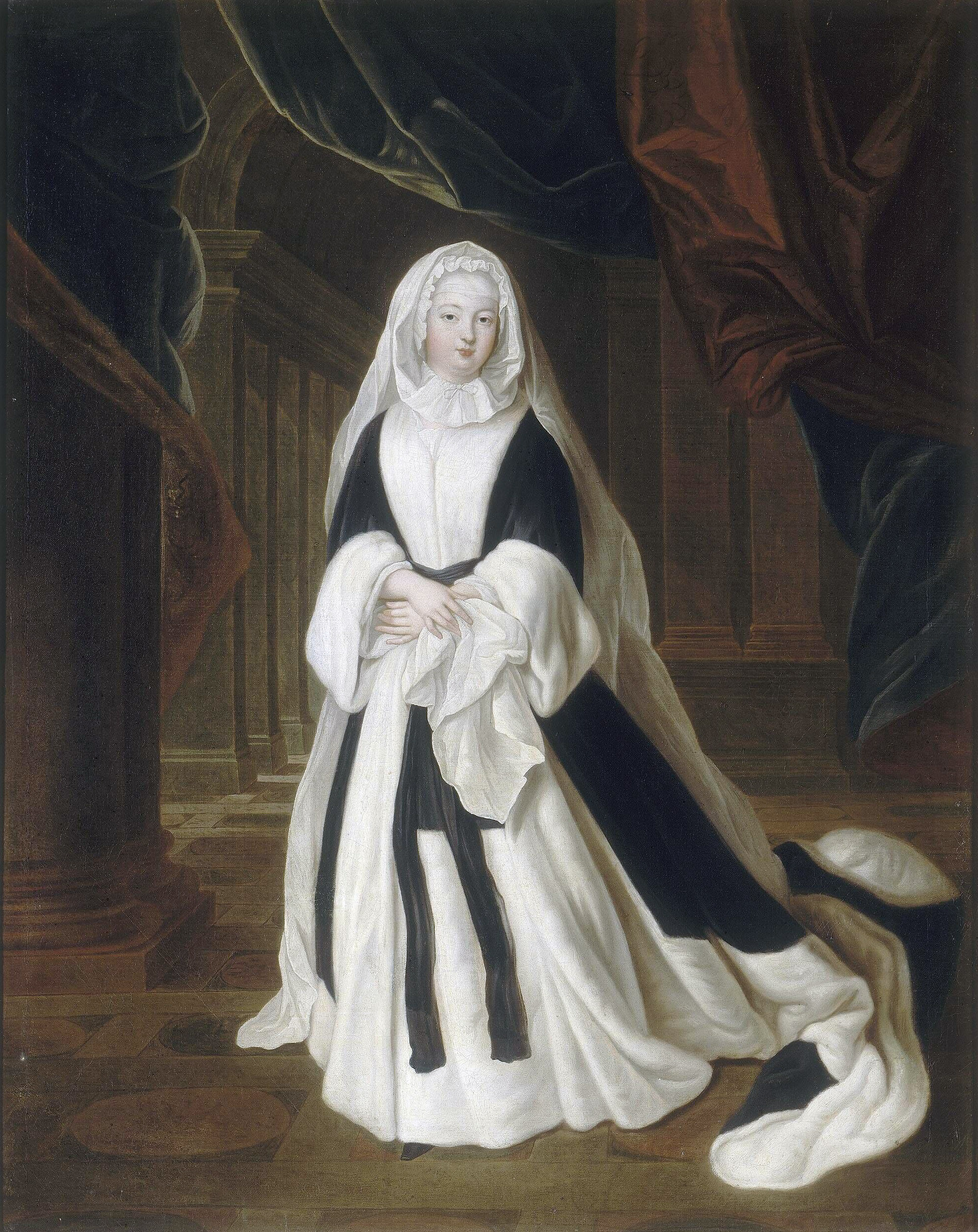
Marie Louise Elisabeth von Orléans, verwitwete Herzogin von Berry, 1714, Gemälde von Louis de Silvestre

Am 4. Mai 1714 starb Herzog Karl von Berry an den Folgen eines Jagdunfalls und seine Frau erlitt im Folgemonat wieder eine Frühgeburt.
Nach dem Tod ihres Großvaters Ludwig XIV. im Jahre 1715 und während der Regentschaft von Philipp II. von Orléans für den unmündigen König Ludwig XV. legte sich Herzogin Marie Louise wechselnde Liebhaber zu und verbrachte die meiste Zeit auf der Jagd, auf skandalösen Festen und in Spielsalons. Großen Gefallen fand sie auch an der Organisation von Festen, die in ihrer neuen Residenz, dem Palais du Luxembourg, stattfanden. Nicht selten nahm auch ihr Vater an den Festen, die oft zu Orgien ausarteten, teil und vergnügte sich wie Marie Louise Elisabeth mit den nackten Tänzern und Tänzerinnen.
Im Erwachsenenalter wurde Marie Louise Elisabeth ihrer Mutter immer ähnlicher. Sie war extrem faul und verließ tagelang das Bett nicht, wo sie eine Unmenge von Speisen in sich hineinstopfte. Mit zwanzig Jahren litt sie an Übergewicht und Verdauungsstörungen. Oftmals erbrach Herzogin Marie Louise die Speisen, die sie verschlungen hatte, und begann dann von neuem zu essen. Die junge Witwe litt höchstwahrscheinlich an der Essstörung Bulimia nervosa (Ess-Brech-Sucht), bei der sich tagelanges Fasten und übermäßiges Essen abwechseln.

## Im Bann der Liebe
Ab dem Jahre 1716 begann eine Veränderung im Leben von Marie Louise Elisabeth. Sie verliebte sich stürmisch in den Leutnant Armand d’Aydie, Comte de Rion (1692–1741), und konzentrierte sich nur mehr auf diese Beziehung. Im Herbst 1716 vermählte sie sich gegen den Willen ihres Vaters heimlich mit ihrem Liebhaber und begann, ihren Vater zu vernachlässigen. Der Graf von Rion nahm immer mehr Besitz von der jungen Frau und fing an, ihr das Leben zur Hölle zu machen. Terrorisiert und doch abhängig von ihrem Ehemann litt Marie Louise immer mehr unter Existenzängsten und suchte Zuflucht in der Religion. So führte sie ein unstetes Leben zwischen Aufenthalten in Karmelitinnenklöstern und dem lasterhaften Leben im Palais du Luxembourg.
Das erste Kind der beiden wurde im Juli 1717 geboren. Über dieses Kind ist nichts weiter bekannt. Es heißt jedoch, das Mädchen sei das einzige Kind von Marie Louise Elisabeth, das nicht unmittelbar gestorben sei, sondern später angeblich Nonne in der Abtei von Pontoise wurde.
Der junge Dichter Voltaire las 1716 beim Duc du Maine und dessen Gemahlin Bénédicte, den schärfsten Konkurrenten und Erzfeinden ihres Schwagers Philipp II. von Orléans, ein satirisches Gedicht vor, worin er auf das Gerücht anspielte, Philipp unterhalte ein inzestuöses Verhältnis mit seiner Tochter. Dieser verbannte daraufhin Voltaire aus Paris. Nach einigen Monaten durfte er zurückkehren, nachdem er eine Bitt- und Huldigungs-Epistel an den Regenten gerichtet hatte. Kaum in Paris, dichtete er jedoch eine neuerliche Satire. In Gegenwart eines Polizeispitzels machte er wieder höchst beleidigende Kommentare über die Herzogin von Berry. Diesmal war die Strafe härter: Im Mai 1717 wurde Voltaire in der Bastille inhaftiert. Nachdem er im Folgenden jedoch das Thema der inzestuösen Liebe in der Tragödie Œdipe literarisch verarbeitet hatte, nahmen an der Uraufführung in der Comédie-Française am 18. November 1718 sowohl der Regent als auch seine Tochter teil; ersterer bedachte Voltaire für das Stück mit einer Rente von 1200 Livres und einer Goldmedaille, letztere besuchte demonstrativ mehrere Aufführungen nacheinander.
Der herrschsüchtige Comte de Rion verlangte nun aber von seiner Frau, dass die Ehe öffentlich gemacht werden solle. Philipp II. von Orléans untersagte dies allerdings, um einen großen Skandal zu verhindern. Im Jahr 1718 wurde Marie Louise Elisabeth von Graf Armand schwanger. Die junge Frau litt wiederum unter Problemen in der Schwangerschaft und erkrankte so schwer, dass schon ihr baldiger Tod befürchtet wurde. Die Enkelin des Sonnenkönigs erholte sich jedoch wieder und brachte Anfang des Jahres 1719 ein totes Mädchen auf die Welt.

## Frühes Ende
Im Sommer 1719 organisierte sie ein Festessen für ihren Vater, Philipp II. von Orléans. Es war ein lauer Sommerabend und Marie Louise Elisabeth holte sich aufgrund ihres angeschlagenen Gesundheitszustandes eine Erkältung, die hohes Fieber und Schwächeanfälle nach sich zog. Bei einem üppigen Diner fiel sie vom Sessel und lag anschließend drei Stunden lang in totenähnlicher Starre, sodass der erste Befund der Ärzte auf Schlaganfall lautete. Allerdings kam sie wieder zu sich und war keineswegs gelähmt, doch die junge Frau war so schwach, dass sie das Bett nicht mehr verlassen konnte und aufgrund der entsetzlichen Schmerzen an Füßen und Beinen schrie – sie konnte nicht einmal eine leichte Decke ertragen und magerte binnen weniger Wochen extrem ab, nur der Bauch war wie bei einer Hochschwangeren aufgebläht. Am 21. Juli 1719 schloss die Enkelin des Sonnenkönigs für immer die Augen und ließ einen todtraurigen Vater zurück. Bei der Obduktion stellte man eine neuerliche Schwangerschaft fest und Geschwüre im Magen, an der Leber, in der Milz, an den Hüftgelenken und im Hirn. Heute geht man davon aus, dass Marie Louise Elisabeth einer von einer Gallenblaseneiterung ausgehenden allgemeinen Sepsis zum Opfer gefallen ist.
Aufgrund ihres schlechten Rufes erhielt sie zwar die Totenmesse in der Grabkirche der Bourbonen, welche ihr nicht verweigert werden konnte, allerdings gab es erstmals in der Geschichte keine Trauerrede, da die alte Regel, man dürfe über Tote nur Gutes sagen, beim besten Willen nicht anwendbar war.
Elisabeth Charlotte von der Pfalz bedauerte ihren Sohn, da „er das verloren hätte, was ihm das Liebste auf der Welt gewesen sei“.

## Nachkommen
Kinder aus der Ehe mit Herzog Karl von Berry waren:
- Louise d’Alençon, Enkelin von Frankreich, Herzogin von Alençon (* 21. Juli 1711 in Fontainebleau; † 21. Juli 1711 ebenda) Mademoiselle de Berry,  beigesetzt wurde das tote Kind in Saint-Denis.[5]
- Charles d’Alençon, Enkel von Frankreich, Herzog von Alençon (* 26. März 1713 in Versailles; † 16. April 1713 ebenda) kam in Versailles als Frühgeburt zur Welt, verstarb jedoch einen halben Monat später nach einer Reihe von Krampfanfällen. Sein Herz wurde im Val-de-Grâce-Konvent beigesetzt, sein Körper in der Basilika von Saint-Denis.[5]
- Marie Louise Elisabeth d’Alençon, Enkelin von Frankreich, Herzogin von Alençon (* 16. Juni 1714 in Versailles; † 17. Juni 1714 ebenda) starb am Tag nach ihrer Geburt und wurde in Saint-Denis beigesetzt.[5]

Kinder aus der Verbindung mit Sicaire Antonin Armand Auguste Nicolas d’Aydie, Chevalier de Rion, oder Armand d’Aydie, Graf von Rion, waren:
- eine namentlich unbekannte Tochter (* am 27. oder 28. Januar 1716 im Palais du Luxembourg in Paris; † nach drei Tagen)
- eine namentlich unbekannte Tochter (* im Juli 1717 im Château de la Muette), laut Saint-Simon später Nonne in der Abtei von Pontoise
- eine namenlose Tochter (* 20. März 1719 im Palais du Luxembourg; † 20. März 1719 ebenda)